# Daemonica
Daemonica – komputerowa gra przygodowa z elementami gier fabularnych.

## Opis
Wydarzenia opisane w grze mają miejsce w głębokim średniowieczu. Do miasteczka Cavorn przybywa na specjalne zaproszenie burmistrza Łowca Bestii, który jako jeden z nielicznych posiada dar porozumiewania się ze zmarłymi. Bohater nazywa się Nicholas Farepoynt i ma przeprowadzić śledztwo dotyczące młodej mieszkanki Cavorn zamordowanej przez jej narzeczonego, na którym został już wykonany wyrok.

## Recenzje
- Nowa Fantastyka, 2/2006, s.74